# Sucker Punch Productions
A Sucker Punch Productions egy amerikai videójáték-fejlesztő cég, melyet 1997-ben alapítottak a washingtoni Bellevue-ban. 2000 óta kizárólag a Sony Computer Entertainmentnek dolgozott, amely 2011. augusztus 2-án vásárolta fel az addig független céget.

## Története
A céget 1997-ben alapította, az akkoriban a Microsoftnál dolgozó Chris Zimmerman. 1999 végén megjelent a Sucker Punch első videójátéka, a Rocket: Robot on Wheels Nintendo 64 játékkonzolra. Miután 2000-ben szerződést kötöttek a Sony-val elkészítették a Sly Cooper sorozatot PlayStation 2-re. A Rocket és a Sly Cooper játékok egyik közös eleme, hogy mindegyikben főszerepet tölt be egy mosómedve.
A cég a legújabb fejlesztése az Infamous sorozat PlayStation 3-ra, amely éles ellentétben van a korábbi pálya-alapú, cel-shaded megjelenítésű és antropomorf állatokat főszerepbe állító játékaiktól a sandbox stílusával és reálisabb küllemű, akrobatikus képességekkel megáldott emberi főszereplőivel.
A Sucker Punch a Sony „platformer trio”-jának egyik tagjának tekinthető, ami magában foglalja még a Naughty Dogot, valamint az Insomniac Gamest. Ugyan mindhárom vállalat komolyabb fejlesztésekbe kezdett, azonban az utóbbi időkben a korábbi sorozataikat is folytatni kezdték: a Naughty Dog a legújabb Jak and Daxter játékot a High Impact Gamesre bízta, az Insomniac Games saját maga folytatja a Ratchet & Clank sorozatát és a Sucker Punch is jelezte, hogy folytatni kívánja a Sly Cooper franchise-át.
Egy másik videójáték-fejlesztő cég, a Sanzaru Games jóvoltából 2010 novemberében megjelent a The Sly Collection, a PlayStation 2-es Sly játékok feljavított portjainak gyűjteménye PlayStation 3-ra. A 2011-es E3 rendezvényen bejelentették a Sly Cooper: Thieves in Time című játékot, amit a Sanzaru fog fejleszteni a Sucker Punch helyett. Ezeken kívül a Nihilistic Software elkészítette a PlayStation Move Heroes című játékát, egy crossover PS3-as játékot, melyben megjelenik Sly Cooper és két másik népszerű szereplő, Ratchet és Jak is. A  Game Informer 2010 júliusi számában hivatalosan is bejelentették az Infamous folytatását, az Infamous 2-t egy tíz oldalas előzetes keretében.
A Sucker Punch nemrég összeállt a Capcommal, hogy az Infamous főszereplője, Cole MacGrath speciális vendégszereplőként jelenjen meg a Street Fighter x Tekken játék PlayStation 3-as és PlayStation Vitás változataiban.

## Játékai
| Cím                                   | Amerikai megjelenés  | Platform                              |
| ------------------------------------- | -------------------- | ------------------------------------- |
| Rocket: Robot on Wheels               | 1999. november 17.   | Nintendo 64                           |
| Sly Cooper and the Thievius Raccoonus | 2002. szeptember 23. | PlayStation 2                         |
| Sly 2: Band of Thieves                | 2004. szeptember 14. | PlayStation 2                         |
| Sly 3: Honor Among Thieves            | 2005. szeptember 26. | PlayStation 2                         |
| Infamous                              | 2009. május 26.      | PlayStation 3                         |
| Infamous 2                            | 2011. június 7.      | PlayStation 3                         |
| Infamous 2: Festival of Blood         | 2011. október 25.    | PlayStation Network                   |
| Infamous Second Son                   | 2014. március 21.    | PlayStation 4                         |
| Infamous First Light                  | 2014. augusztus 26.  | PlayStation 4                         |
| Ghost of Tsushima                     | 2020. július 17.     | PlayStation 4, PlayStation 5, Windows |
| Ghost of Yōtei                        | 2025. október 2.     | PlayStation 5                         |